# Thomas Sankara
Thomas Sankara   (Yako, 21 de desembre de 1949 - Ouagadougou, 15 d'octubre de 1987) fou un militar i polític burkinès, líder de Burkina Faso des del 1983 al 1987. Amb una potent combinació de carisma personal, organització social i democràcia participativa, el seu govern va prendre iniciatives per lluitar contra la corrupció i per millorar l'educació, l'agricultura i la situació de la dona. El seu revolucionari programa va generar una forta oposició en les elits tradicionals. Sumada a la confrontació entre els membres més radicals i els més conservadors de la junta de govern, aquests dos factors van contribuir a la seva caiguda i assassinat en un sagnant cop d'estat el 15 d'octubre de 1987.
L'assassinat de Sankara va romandre sense jutjar durant més de 34 anys. Arran de la desclassificació per part del govern francès d'uns documents relatius al complot, la justícia del país va reobrir el cas, atès que es creia que al darrere del cop hi havia l'estat francès, Costa d'Ivori, altres països francòfons de la regió, Líbia i potser mercenaris del liberià Charles Ghankay Taylor i la CIA estatunidenca. En total es van imputar 14 persones, entre elles l'acusat principal, Blaise Campaoré.

## Primers anys de vida
Thomas Sankara era el fill de Marguerite Sankara (que va morir el 6 de març de l'any 2000) i de Sambo Joseph Sankara (1919 – 4 d'agost del 2006), un policia nascut en el si d'una família catòlica. «Thom'Sank» fou un silmi-mossi, un grup ètnic originat a partir del matrimoni entre homes mossi i dones de la pastoral fulani, els silmi-mossi són els menys privilegiats en el sistema de castes dels mossi. Va assistir a l'escola primària a Gaoua i a la secundària a Bobo-Dioulasso, la segona ciutat de l'estat.
El seu pare va lluitar amb l'armada francesa durant la Segona Guerra Mundial i fou detingut pels nazis. La família de Sankara volia que es convertís en un mossèn catòlic. Segons algunes fonts, ell mai no va perdre la seva fe catòlica, tot i les seves conviccions marxistes. De forma escaient en un país amb una nombrosa població musulmana, també coneixia l'Alcorà.

## Carrera militar
Després d'un entrenament bàsic militar a l'escola secundària el 1966, Sankara va començar la carrera militar a l'edat de 19, i un any més tard fou enviat a Madagascar per al seu entrenament com a oficial a Antsirabe, on va presenciar els alçaments populars el 1971 i 1972. Havent retornat a l'Alt Volta el 1972, el 1974 va combatre a la frontera entre l'Alt Volta i Mali.
Es va convertir en una figura popular a la capital Ouagadougou. El fet que fos un guitarrista notable (havia tocat en un grup anomenat Tout-à-Coup Jazz) i que li agradessin les motocicletes possiblement hagi contribuït al seu carisma.
El 1976 es va convertir en comandant del Commando Training Centre a Pô. El mateix any va conèixer a Blaise Compaoré al Marroc. Durant la presidència del Coronel Saye Zerbo, un grup de joves oficials va formar una organització secreta anomenada Regroupement des officiers communistes (ROC), els membres més coneguts del qual foren Henri Zongo, Jean-Baptiste Boukary Lingani, Compaoré i Sankara.

## Presidència
Un cop d'estat organitzat per Blaise Compaoré va portar Sankara a la presidència el 4 d'agost de 1983, als 33 anys. Sankara es definia com a revolucionari inspirat per la Revolució Cubana i pel capità Jerry Rawlings de Ghana, el qual com a president va promoure la «Revolució democràtica i popular». Es va definir com antiimperialista i va crear una policia contra la corrupció, la desforestació i la fam, alhora que promocionà l'educació i la sanitat. Els privilegis dels caps tribals foren abolits.
El 1984, al cap d'un any de revolució, va rebatejar al país com Burkina Faso, que significa «La terra dels homes honrats» en llengües mossi i julà; també va modificar-ne la bandera i l'himne. Va incloure diverses dones en el seu govern i va millorar l'estatus femení: l'ablació genital fou declarada il·legal, igual que la poligàmia. Fou també el primer govern africà que va reconèixer la SIDA com una amenaça per a l'Àfrica. Totes aquestes mesures el va fer estimat al seu país i va atreure l'atenció internacional. Va vendre els Mercedes del govern i els va canviar pel Renault 5 (el vehicle més barat a Burkina Faso) que va passar a ser el vehicle oficial dels ministres. Va formar una guàrdia personal de dones amb moto. L'arsenal de l'exèrcit a Ougadougou va esdevenir un supermercat de l'estat (el primer del país).
El 1985 durant el cens es van produir suposades intervencions d'agents de Mali i les tensions van derivar en una guerra de 5 dies en la qual van morir unes 100 persones, la majoria mortes per una bomba llançada per un avió malià sobre el mercat d'Ouahigouya; els atacs s'anomenaren «Guerra de Nadal» perquè es va lliurar en aquelles dates.
En només quatre anys, la revolució va fer avenços considerables: combaté la desertificació plantant deu milions d'arbres en quinze mesos; la taxa d'escolarització passà del 6% al 22%; va fer campanyes titàniques de vacunació que li valgueren la felicitació de l'OMS —dos milions i mig de nens vacunats en quinze dies— sense ajudes de potències estrangeres, i desafiant la negativa d'ajuda de l'FMI; va construir cent quilòmetres de via fèrria a mà, amb la col·laboració de la gent dels pobles per on passaria el tren; va suprimir els lloguers durant un any, implicant tothom en tasques de rehabilitació i construcció d'habitatges; i defensà els drets de la dona com mai ningú a l'Àfrica, nomenà ministres quatre dones i alliçonà la població contra la mutilació sexual femenina, els abusos i la violència masclista.

## Assassinat
El juliol de 1987, en una cimera de l'Organització per a la Unitat Africana (OUA) a Addis Abeba, Sankara va fer un discurs magistral contra el deute extern, demanant a tots els països africans reunits que es neguessin rotundament a pagar-lo: «No podem reemborsar el deute perquè no tenim amb què pagar. No podem reemborsar el deute perquè no som responsables del deute. No podem pagar el deute perquè són els altres els que ens deuen el qual les potències més riques no podrien pagar mai, això és, el deute de sang. És la nostra sang la que s'ha vessat». Sankara era un gran orador i en aquell discurs, en un moment determinat, somrigué i demanà que ho fessin tots els països «perquè si ho fa només Burkina Faso, us puc assegurar que a la pròxima cimera de l'OUA jo no hi seré». I així va ser.
El 15 d'octubre de 1987, Sankara fou assassinat en un cop d'estat per dotze oficials dirigits per Blaise Compaoré qui el va succeir. Es van argüir com a desencadenant el deteriorament de les relacions amb els països veïns. Le Monde considerà que Compaore era més prosoviètic i volia agafar les regnes de l'estat. D'altres hi van veure una reacció contrarevolucionària a les amenaces de Sankara de no pagar el deute extern. Després del cop d'estat, tot i la mort de Sankara, alguns CDR (Comités de Défense de la Révolution) van organitzar resistència armada durant uns dies.
El 6 d'abril de 2022, Compaoré, jutjat en absència, va ser condemnat a cadena perpètua per l'assassinat del president Thomas Sankara i dotze persones més en el marc del cop d'estat contrarevolucionari del 15 d'octubre de 1987 per mitjà del qual va accedir a la presidència de Burkina Faso. Hyacithe Kafando, també jutjat en absència, al qual es considera el cap del comando que va executar els assassinats i Gilbert Diendéré, la seva mà dreta militar, també foren condemnats a cadena perpètua. Vuit dels altres acusats van rebre penes d'entre 3 i 20 anys de presó.

## Llegat
El 2014, vint-i-set anys després d'haver estat assassinat, el seu nom i el seu mestratge foren referents de l'Aixecament burkinès que liquidà el poder del traïdor Blaise Compaoré. L'exèrcit francès el va protegir i l'ajudà a exiliar-se a la Costa d'Ivori, concretament a la capital, Yamoussoukro, vila natal del difunt dictador Félix Houphouët-Boigny que, en els seus deliris, va convertir el seu poble en una fastuosa i fantasmal capital.
Sankara va demostrar que es podia reconstruir una Àfrica més lliure, més justa i més africana, deslliurant-se del jou neocolonial de les exmetròpolis, l'FMI i el Banc Mundial. I això era perillós. A més, era immensament popular i simpàtic, i el poble l'estimava amb devoció. El «Che africà» que va lluitar contra el neocolonialisme a cara destapada va ser assassinat, però les seves idees premonitòries cada dia són més vives i venerades, fins al punt d'haver esdevingut després de mort un referent per als joves africans.

## Obra publicada
- L'émancipation des femmes et la lutte de libération de l'Afrique (en francès).  Pathfinder Press, 2001. ISBN 978-0-87348-938-6.
- Nous sommes les héritiers des révolutions du monde: discours de la révolution au Burkina Faso, 1983-1987 (en francès).  Pathfinder Press, 2008. ISBN 978-0-87348-995-9.
- Thomas Sankara parle: la révolution au Burkina Faso, 1983-1987 (en francès).  Pathfinder, 2007. ISBN 978-0-87348-987-4.
- La llibertat contra el destí. Tigre de Paper Edicions, 2023. ISBN 978-84-18705-61-8